# ムザッファル・アリー
ムザッファル・アリー（Muzaffar Ali、1944年10月21日 - ）は、インドの映画製作者、ファッションデザイナー、詩人、芸術家、文化復興運動家、ソーシャルワーカー。

## 人物
1944年にラクナウで生まれる。ムザッファルはアワド地方コトワラ藩王国の王太子ラージャー・サイード・フセイン・アリーの長男であり、ラ・マルティニエア・カレッジで教育を受けた後、アリーガル・ムスリム大学に進学して科学を専攻した。卒業後は広告関係の仕事を経て映画業界に進み、『Gaman』『踊り子』などを製作したほか、『Jaan-e-Alam』などのテレビシリーズも手掛けている。その後はファッションデザイナーに転向し、1990年に妻ミーラ・アリーと共同でファッションブランドを立ち上げた。
ムザッファルはこれまでに3回結婚しており、最初の妻ギーティ・セーンは美術史家として活動しており、彼女との間に生まれた息子ムラード・アリーは俳優として活動している。2番目の妻スバーシニ・アリーはインド共産党マルクス主義派の政治家であり、彼女のとの間に生まれた息子シャード・アリーは映画監督として活動している。3番目の妻ミーラはファッションデザイナーであり、彼女との間に生まれた娘サマがおり、彼女もファッションデザイナーとして活動している。

## フィルモグラフィー
- Zooni（製作中止[8]） - 監督、製作
- Gaman - 監督、製作（1978年）
- 踊り子（英語版）（1981年） - 監督、脚本、製作
- Aagaman（1981年） - 監督
- Anjuman（1986年） - 監督、脚本、原案、製作
- Jaanisaar（2015年） - 監督、脚本、出演

## 受賞歴
| 年               | 部門                 | 作品       | 結果 | 出典   |
| 勲章             | 勲章                 | 勲章       | 勲章 | 勲章   |
| ---------------- | -------------------- | ---------- | ---- | ------ |
| 2005年           | パドマ・シュリー勲章 | N/A        | 受賞 | [ 9 ]  |
| 国家映画賞       |                      |            |      |        |
| 1979年           | 特別賞               | 『Gaman』  | 受賞 | [ 10 ] |
| フィルムフェア賞 |                      |            |      |        |
| 1982年           | 監督賞               | 『踊り子』 | 受賞 | [ 11 ] |